# Struckia zerovii
Struckia zerovii là một loài Rêu trong họ Sematophyllaceae. Loài này được (Lazarenko) Hedenas miêu tả khoa học đầu tiên năm 1996.